# رویلر گریسی
رویلر گریسی (انگلیسی: Royler Gracie؛ زادهٔ ۶ دسامبر ۱۹۶۵) ورزشکار هنرهای رزمی ترکیبی اهل برزیل است.